# Dracula trinympharum
Dracula trinympharum är en orkidéart som beskrevs av Carlyle August Luer. Dracula trinympharum ingår i släktet Dracula och familjen orkidéer. Inga underarter finns listade i Catalogue of Life.